# Samuïl Xatunovski
Samuïl Xatunovski (25 de març del 1859 - 27 de març del 1929) fou un matemàtic rus d'origen jueu.

## Vida i Obra
Va néixer a Velika Znamianka, Ucraïna, en una família jueva pobra, i fou el fill número 9 de la parella. Va acabar l'educació secundària a Kherson, Ucraïna, després va estudiar durant un any a Rostov, Rússia, i es va traslladar a Sant Petersburg per cursar els estudis universitaris. Allí va estudiar en diverses universitats tècniques. L'enginyeria no va atreure Xatunovski i es va dedicar a les matemàtiques, i assistí de manera voluntària a les classes de Pafnuti Txebixov. Xatunovski no va poder completar el programa de la universitat a causa de falta de diners. Més tard va tractar d'obtenir un títol universitari a Suïssa, però no ho va aconseguir per la mateixa raó.
Després de tornar de Suïssa, va viure en petites ciutats de Rússia, guanyant-se la vida fent classes particulars. Mentrestant, va escriure els seus primers articles matemàtics i va enviar-ne alguns a la Universitat d'Odessa. La qualitat dels articles va ser reconeguda; Xatunovski va ser admès a la universitat, va rebre el suport financer que necessitava, va obtenir el títol sota la tutela dels professors Ivan Śleszyński i Veniamín Kàgan i va ser designat com a membre del personal el 1905. El 1917, va esdevenir professor i va continuar treballant a la Universitat d'Odessa per la resta de la seva vida.
Xatunovski es va centrar en diversos temes d'anàlisi matemàtica i àlgebra, com teoria de grups, teoria de nombres i geometria. Independentment de Hilbert, va desenvolupar una teoria axiomàtica semblant, tot i que amb una base molt més intuitiva. Per exemple, ell va ser el primer matemàtic en plantejar dubtes en l'aplicació del principi del tercer exclòs a conjunts infinits (1901). Treballà també en els camps de la geometria, l'àlgebra, teoria de Galois i l'anàlisi. No obstant això, la major part de la seva activitat es va dedicar a la docència a la Universitat d'Odessa i a escriure llibres i materials d'estudi associats.

Xatunovski va morir el 1929 de càncer d'estómac l'endemà passat del seu setantè aniversari. Tot i el dolor intens associat a la seva malaltia, va mantenir el seu habitual sentit de l'humor i va continuar donant classes gairebé fins al dia de la seva mort. Va ser recordat pels seus alumnes i col·legues pel seu enfocament original dels problemes matemàtics i la capacitat per popularitzar les idees matemàtiques més complexes.